# Scrancia paucinotata
Scrancia paucinotata är en fjärilsart som beskrevs av Sergius G. Kiriakoff 1962. Scrancia paucinotata ingår i släktet Scrancia och familjen tandspinnare. Inga underarter finns listade.